# 8021 Walter
8021 Walter eller 1990 UO2 är en asteroid i huvudbältet som upptäcktes den 22 oktober 1990 av den amerikanske astronomen Henry E. Holt och den kanadensiska astronomen David H. Levy vid Palomarobservatoriet. Den är uppkallad efter Walter Anderson.
Asteroiden har en diameter på ungefär 6 kilometer och den tillhör asteroidgruppen Phocaea.